# Селиверстов, Юрий Михайлович
Ю́рий Миха́йлович Селиве́рстов (бел. Юрый Міхайлавіч Селівёрстаў; род. 12 апреля 1978, Минск, Белорусская ССР, СССР) — белорусский государственный деятель, экономист. Министр финансов Республики Беларусь с 4 июня 2020 года.

## Биография
Окончил Белорусский государственный экономический университет в 2002 году, Академию управления при Президенте Республики Беларусь в 2009 году.
В 2002—2009 годах работал в Министерстве финансов Республики Беларусь на разных должностях, в 2009—2012 годах был начальном Главного управления финансов производственной сферы Министерства финансов Республики Беларусь, в 2012—2015 годах — начальник Главного управления бюджетной политики Министерства финансов Республики Беларусь, в 2015—2018 годах — заместитель министра финансов Республики Беларусь, 14 сентября 2018 года назначен первым заместителем Министра финансов Республики Беларусь.
4 июня 2020 года вступил в должность министра финансов Республики Беларусь в составе нового правительства Романа Головченко.
В июне 2022 года попал под санкции Канады.

## Семья
Женат, имеет двоих дочерей: Татьяну и Викторию.

## Награды
- Медаль «10 лет Евразийскому экономическому союзу» (26 декабря 2024 года)[4]